# Star Trek: Of Gods and Men
Star Trek: Of Gods and Men, nota nel fandom con l'acronimo di STOGaM, è una miniserie fanfiction distribuita via web del 2007 diretta da Tim Russ. La miniserie è divisa in tre parti e basata sul franchise di fantascienza Star Trek, in cui appaiono molti attori presenti nelle serie e nei film di Star Trek e lo stesso regista è l'interprete del Vulcaniano Tuvok nella serie televisiva Star Trek: Voyager. Viene descritta dal suo produttore come un "regalo per il quarantesimo anniversario" dagli attori di Star Trek ai loro fan.

## Trama
Nel 2305, un misterioso uomo compare in un avamposto fatiscente chiedendo la posizione del Capitano James T. Kirk, solo per scoprire da un terrorizzato impiegato che si supponeva fosse morto salvando l'Enterprise B dodici anni prima. Dichiarando rabbiosamente di "non aver aspettato 40 anni per essere truffato", l'uomo distrugge l'avamposto sovraccaricandone i sistemi.
Intanto, il Capitano Nyota Uhura assiste alla dedica di una nuova USS Enterprise NCC-1701-M, una replica dell'originale 1701. È una nave museo, omaggio a tutti coloro che hanno servito sull'originale Enterprise e soprattutto al sacrificio del Capitano Kirk, ed è al comando del nipote di Kirk. Uhura incontra i Capitani Pavel Chekov, Capo della Sicurezza della Flotta Stellare, e John Harriman, Capitano dell’Enterprise B, con i quali si trova a parlare dei vecchi tempi e degli eventi recenti, nonché del ritardo della promozione di Chekov ad Ammiraglio. Come si prepararono a salpare, ricevono un segnale di soccorso da M-622, il pianeta dove si trova il Guardiano dell'Eternità. Nonostante il fatto che la nave sia un museo, L'Enterprise M è la più vicina alla posizione ed imposta una rotta; al loro arrivo, Uhura, Chekov, e Harriman si teletrasportano sulla superficie. Lì incontrano il misterioso uomo dell'avamposto, che si rivela essere Charlie Evans, che era stato incontrato adolescente dagli immensi ed incontrollati poteri mentali durante una delle prime missioni di Kirk sull’Enterprise. Imprigionato per quattro decadi, Charlie è amareggiato dalla decisione di Kirk di rimandarlo dai Thasiani, ed il fatto che Kirk si sia perso nel Nexus dodici anni prima, prima che Evans potesse confrontarsi con lui. Lui decide di usare il Guardiano per alterare la linea temporale e cancellare Kirk dalla storia, uccidendo sua madre prima che lui nascesse.
Evans riesce e la linea temporale è alterata oltre misura. La galassia è governata dall'Ordine Galattico, uno stato militarista simile all'Impero Terrestre dell'universo dello specchio, ma che include anche i Klingon, i Romulani e gli Orioniani nei suoi ranghi. È governato da un essere misterioso noto solo come  "Primo Curato", e impiega navi dell'epoca della serie originale, ma con armamento di ultima generazione. Harriman è un brutale assassino di massa in questa linea temporale, comandante della G.S.S. Conqueror (GOC-1701), analoga in questa linea temporale all'Enterprise. Il Conqueror insegue un vascello ribelle e lo disabilita, cattura l'equipaggio – composto da Chekov (sotto il nome di guerra "Kittrick") ed il suo compagno mutaforma Ragnar, che guidano un movimento di combattenti per la libertà contro l'Ordine Galattico. Harriman ordina di portarli in cella, e imposta una rotta per Vulcano, che ha dichiarato la sua neutralità. Su Vulcano, Uhura è sposata con Stonn e ha diversi figli dopo aver appreso dell'arrivo del Conqueror, i Vulcaniani iniziano ad evacuare il pianeta. Harriman convoca Kittrick al ponte per testimoniare all'imminente distruzione di Vulcano per non aver sostenuto l'Ordine, e scatena un "Dispositivo Omega" che distrugge l'intero pianeta.
Mentre molte delle navette in fuga da Vulcano riescono a fuggire, Uhura ed il suo amico Tuvok (Tim Russ) vengono catturati dal Conqueror e vengono messi in cella con Kittrick e Ragnar. Attraverso una fusione con un Tuvok mortalmente ferito, Uhura recupera parte dei suoi ricordi sulla vecchia linea temporale, e convince Kittrick (di cui conosce il suo vero nome) e Ragnar ad aiutarli a fuggire e dirottare la nave, portandola di nuovo a M-622 per utilizzare il Guardiano e ripristinare la linea temporale. Anche Harriman deve essere in vita, in quanto ha fatto parte della squadra di sbarco quando la linea temporale è stata modificata, ma Kittrick si accanisce su Harriman che ha ucciso la sua famiglia e distrutto la sua casa, affermando anche che quel giorno Pavel Chekov è morto. Indipendentemente da ciò, Harriman viene fatto prigioniero e teletrasportato in superficie con Kittrick e Uhura, dove ancora una volta incontrano un pentito Charlie Evans. Realizzato l'errore della rimozione di Kirk dalla linea temporale, Evans ripristina i ricordi dei tre della loro vera linea temporale, pur mantenendo il ricordo di quella alterata. Evans in un primo momento si rifiuta di aiutarli a ripristinare la linea temporale, temendo le conseguenze; solo allora, i tre sono teletrasportati di nuovo a bordo, dove Koval, il primo ufficiale Klingon del  Conqueror, ordina la loro esecuzione, credendo che Harriman fosse divenuto un traditore. Il Comandante Garan e I suoi ufficiali della sicurezza li portano in sala conferenze, il Primo Curato ha qualche "ultima parola" con Kittrick prima della sua imminente esecuzione, prima di ordinarwe a Garan di andare in plancia. Mentre gli Ufficiali della sicurezza alzano le loro armi, uno di loro spara ad un suo compagno, rivelandosi essere Ragnar, che si nascondeva tra l'equipaggio.
Uhura riconosce il Primo Curato come Gary Mitchell, un amico di James T. Kirk, che era stato dotato di un formidabile potere mentale dopo aver attraversato la barriera galattica quarant'anni prima. Instabile  Mitchell, credeva di essere un dio vivente, ed era stato sconfitto da Kirk nella vera linea temporale; nella linea temporale alterata, senza Kirk lì a fermarlo, Mitchell fu in grado di uccidere il Capitano dell’Enterprise – in questo caso, Christopher Pike – e di prendere il comando della Federazione dei Pianeti Uniti, rifondandola come Ordine Galactico. Mentre fuggono sulla nave, una flotta di alleati di Kittrick, guidata dal Capitano Galt della nave libera Liberty, attacca il Conqueror, con il Primo Curato che guida una propria flotta per distruggere Kittrick e la sua ribellione. Mentre Chekov e Harriman prendono il controllo del Conqueror, Uhura si trasporta sulla superficie. Mitchell la segue, credendola essere Chekov/Kittrick, e la tortura, domandandole quale sia la sua localizzazione. Charlie Evans interviene per proteggerla, usando i suoi poteri thasiani per combattere la divinità Mitchell. Battuto, Mitchell trasporta Janice Rand - la prima donna che Evans avesse mai incontrato, quando fu preso a bordo dell'Enterprise - per distrarlo, sparando un'ultima scarica di energia prima scappare sulla sua nave ammiraglia. Adirato e indebolito, Mitchell ordina il lancio di dispositivo Omega della sua nave, che distruggerà sia il Conqueror catturato che il pianeta.
Sulla superficie, Uhura convince Evans a rimettere le cose a posto, mentre in orbita, il Conqueror è gravemente danneggiato e sta per essere distrutto da una breccia ne nucleo di curvatura. Harriman imposta la nave su una rotta di collisione, ma il controllo del timone va in avaria ed il Conqueror comincia ad andare alla deriva fuori rotta; Chekov separa il disco, che permetterà l'esplosione del nucleo di curvatura speronando la nave ammiraglia di Mitchell. Provando a cercare di deviarlo, Mitchell scopre che I suoi poteri sono scomparsi, e quando la sezione ingegneria del Conqueror esplode, L'onda d'urto spedisce il disco giusto dentro la nave ammiraglia, Mitchell urla il nome di Kittrick mentre la sua nave viene distrutta. Nello stesso momento, Evans attraversa il Guardiano e torna al momento quando ha visitato l'avamposto dove chiedeva dove si trovasse Kirk. Evans di quel tempo aspettando, al posto dell'impiegato, il suo io futuro, gli spara con un phaser. La linea temporale torna normale, e la squadra di sbarco ritorna alla nave museo.
Un anno più tardi, Uhura - motivata dai suoi ricordi della linea termporale alterata - sposa Stonn su Vulcano. Chekov è alla fine promosso Ammiraglio, mentre Harriman annuncia la sua intenzione di candidarsi al Consiglio Federale. Tra gli ospiti al matrimonio c'è Janice Rand, che si presenta Chekov con un regalo per la sua promozione - un tribolo, che Rand gli assicura sia stato sterilizzato. Uhura brinda agli ultimi quarant'anni di avventura, mentre Chekov brinda ai prossimi quaranta, ricordando che Spock diceva ci sono sempre possibilità.

## Personaggi e interpreti
- Pavel Chekov/Kittrick, interpretato da Walter Koenig.
- Nyota Uhura, interpretata da Nichelle Nichols
- John Harriman, interpretato da Alan Ruck.
Capitano. Il personaggio compare nel film Generazioni con il grado di capitano. È l'ufficiale comandante della nave stellare Enterprise NCC-1701-B, mentre qui è anche ufficiale comandante dell'incrociatore da battaglia Conqueror OSS-1701.
- Garan, interpretato da Garrett Wang
- Charlie Evans, interpretato da William Wellman, Jr.
- Koval, interpretato da J.G. Hertzler.
Un Klingon.
- Tuvok, interpretato da Tim Russ
- Ragnar, interpretato da Gary Graham
- Xela, interpretata da Chase Masterson.
Una Orioniana.
- Gary Mitchell, interpretato da Daamen Krall
- Yara, interpretata da Crystal Allen.
Navigatore del Conqueror.
- Data Clerk, interpretato da Ethan Phillips
- Sevar, interpretato da Cirroc Lofton.
Un Vulcaniano.
- Stonn, interpretato da Lawrence Montaigne
- Janice Rand, interpretata da Grace Lee Whitney.
- Comandante Kirk, interpretato da James Cawley.
È IL nipote di James T. Kirk, fratello di Peter.[1]
- Galt, interpretato da Herb Jefferson, Jr.
- Klingon Kel'mag, interpretato da John Carrigan.
Ufficiale Klingon del Conqueror.

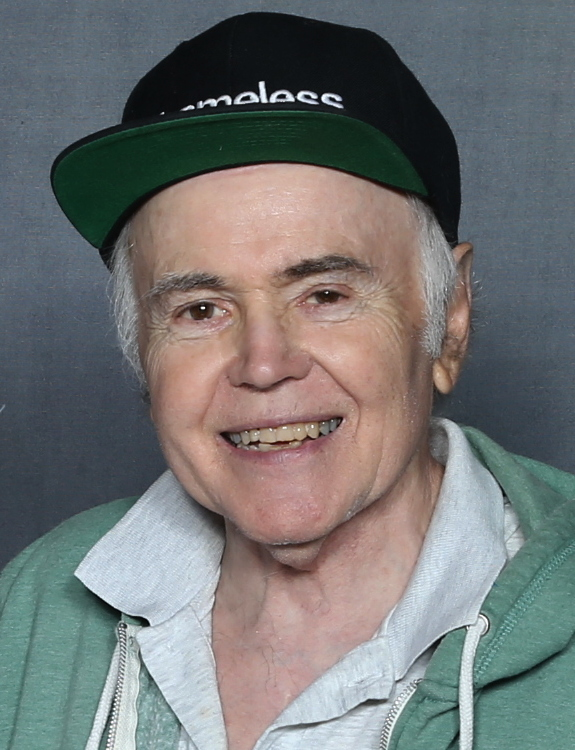
Walter Koenig, interprete di Pavel Chekov/Kittrick
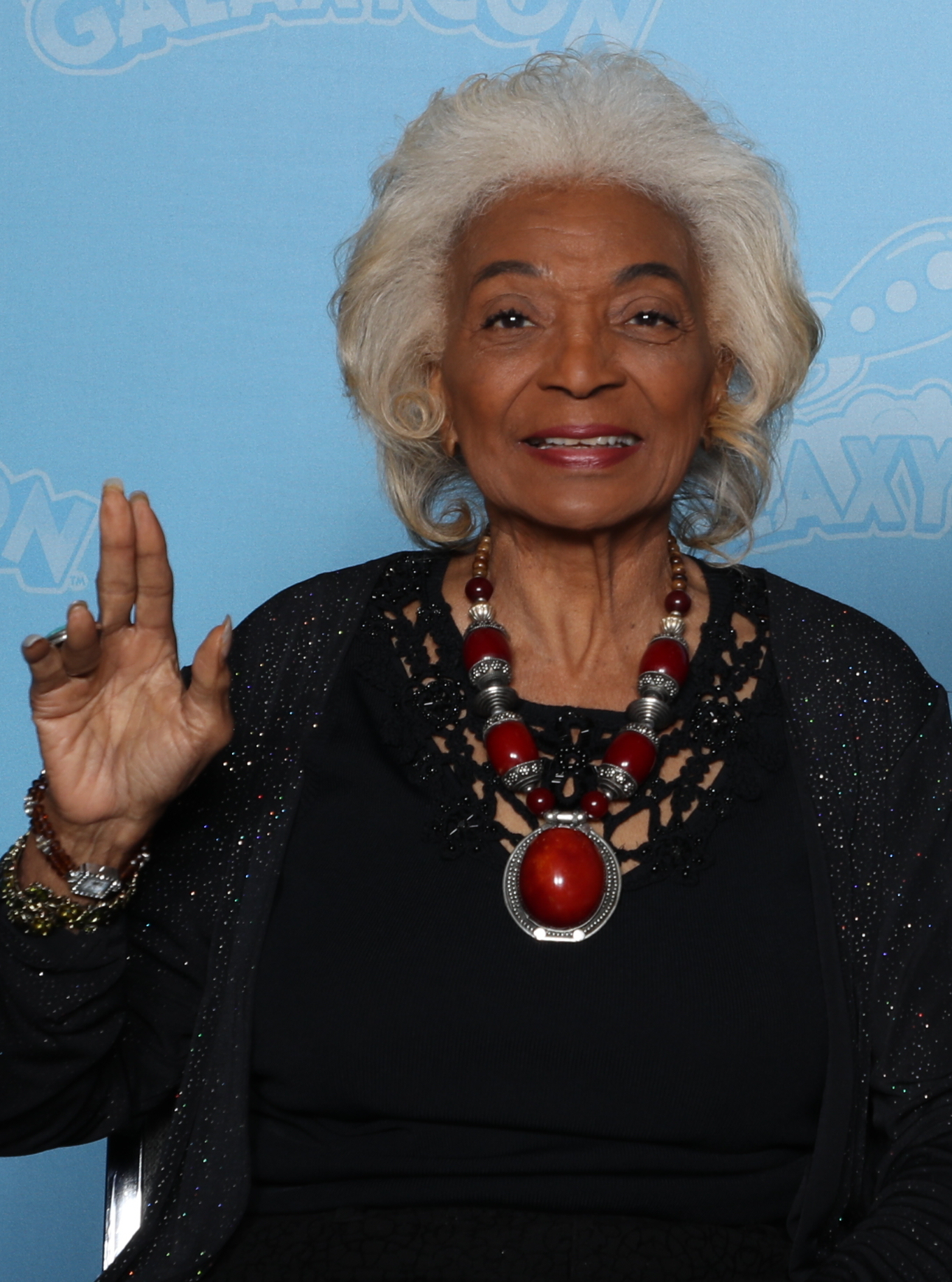
Nichelle Nichols, interprete di Nyota Uhura
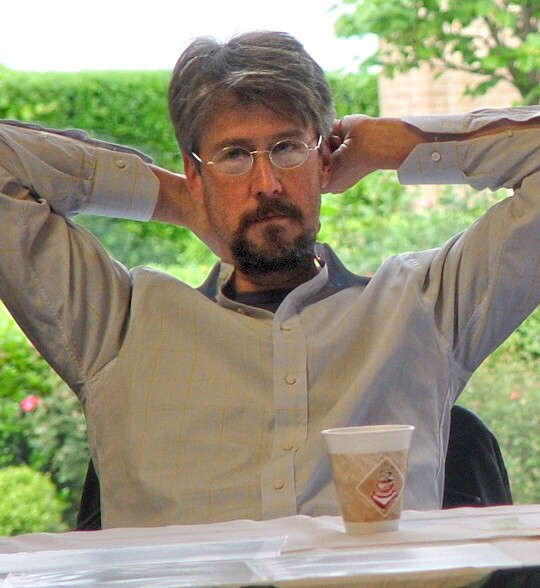
Alan Ruck, interprete di John Harriman
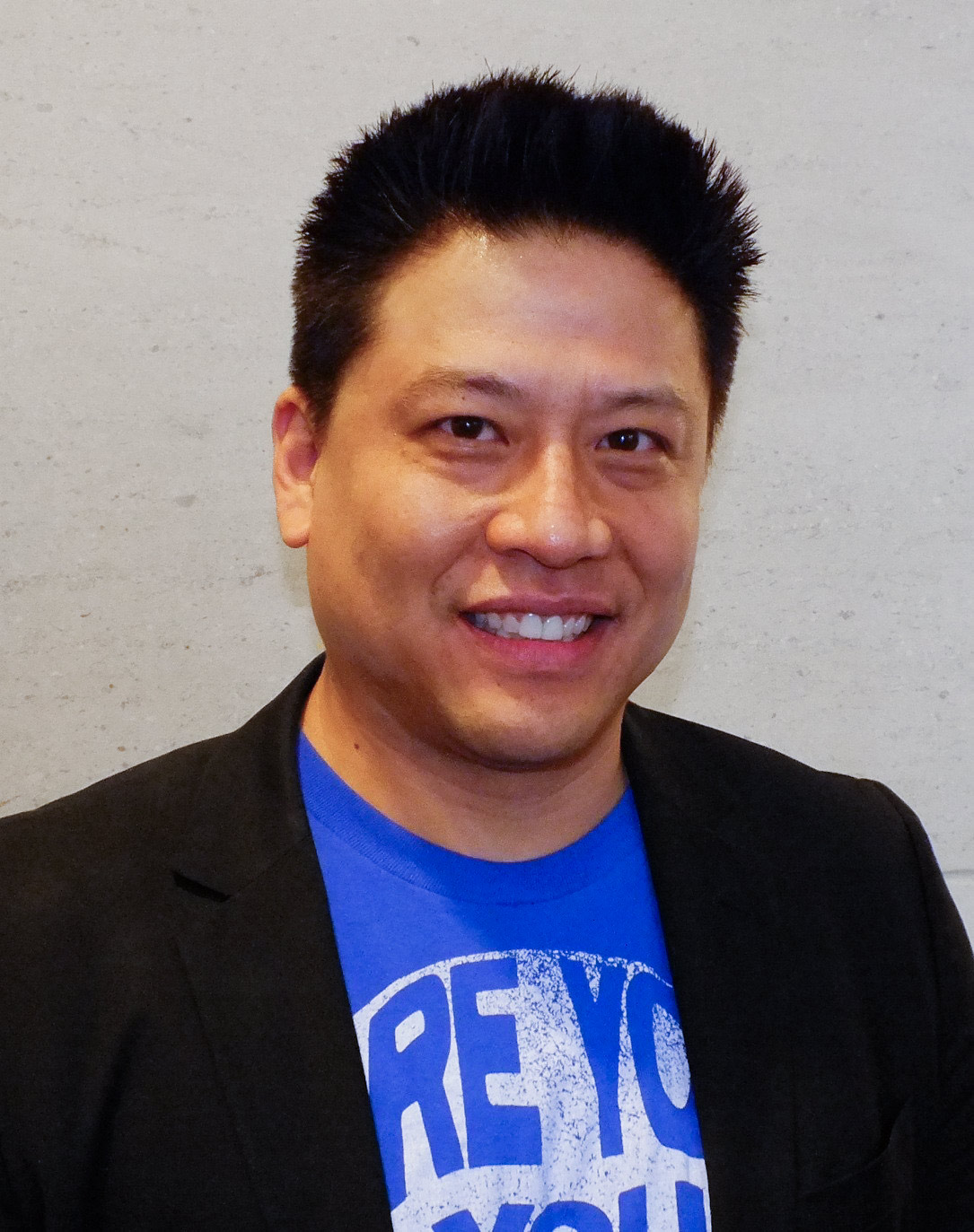
Garrett Wang, interprete di Garan
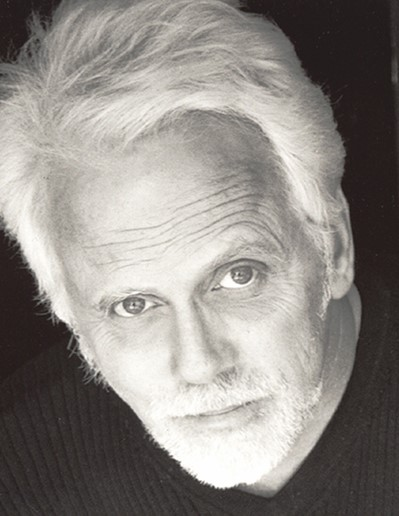
J.G Hertzler, interprete di Koval
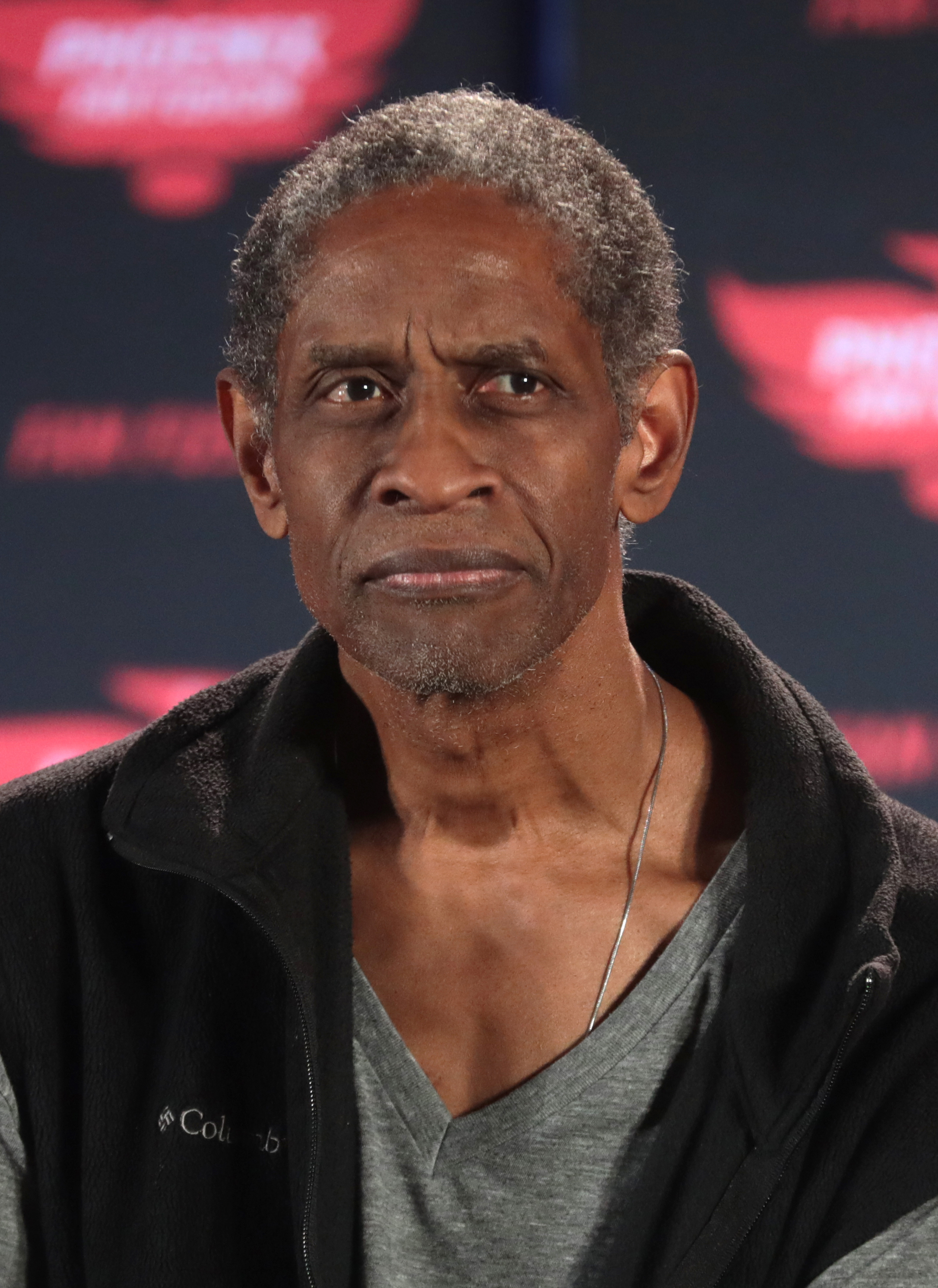
Tim Russ, interprete di Tuvok
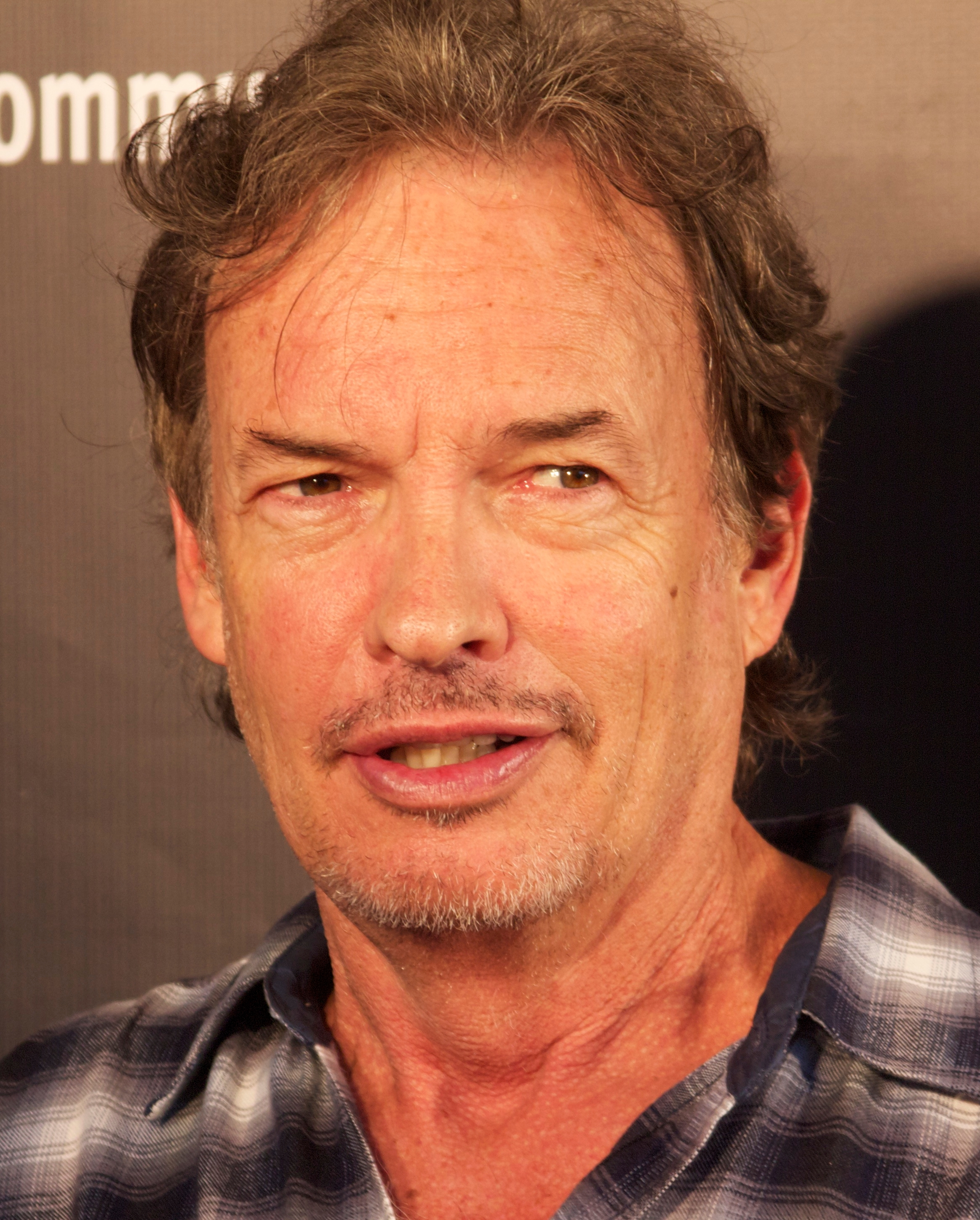
Gary Graham, interprete di Ragnar
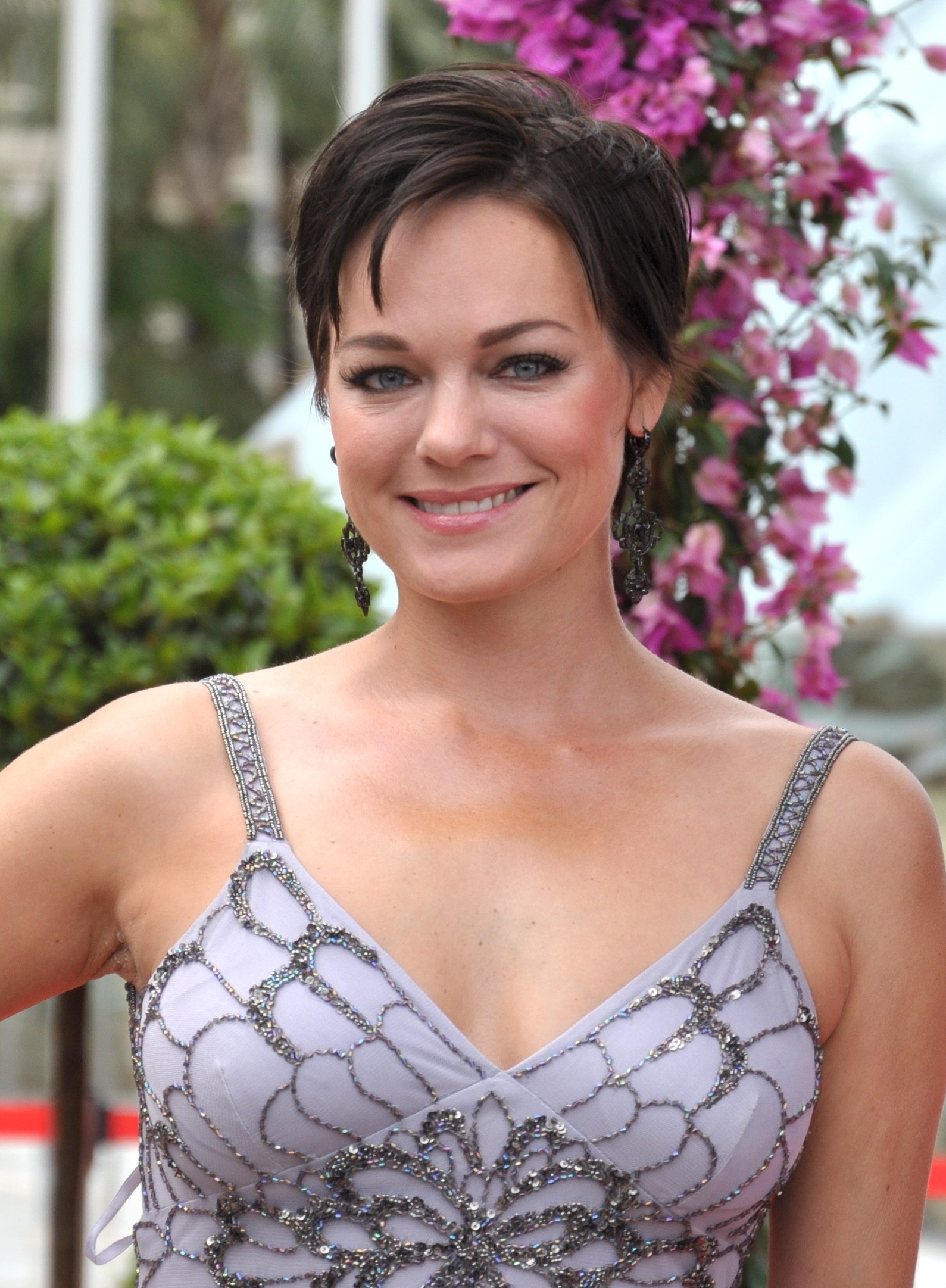
Crystal Allen, interprete di Yara
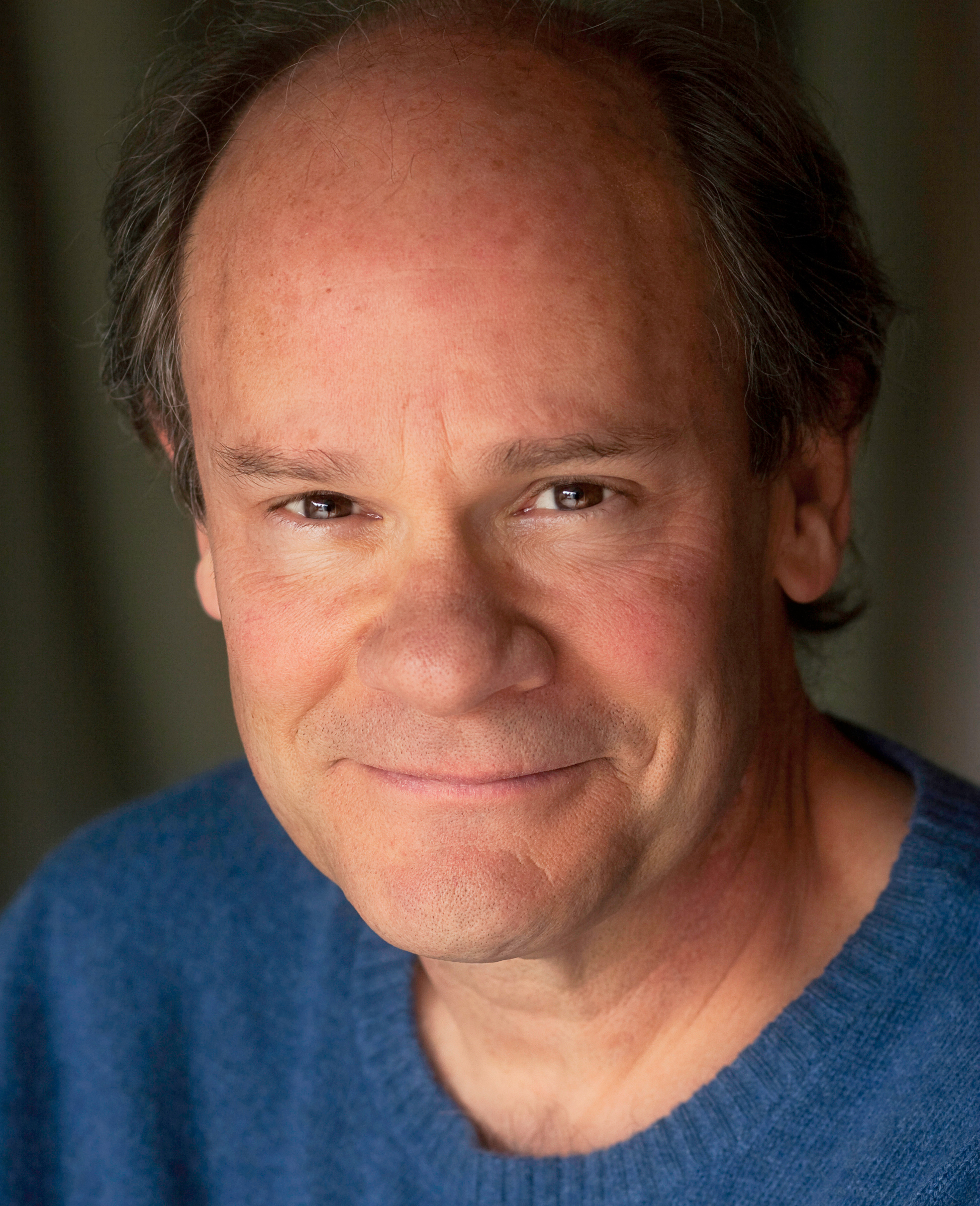
Ethan Phillips, interprete di Data Clerk
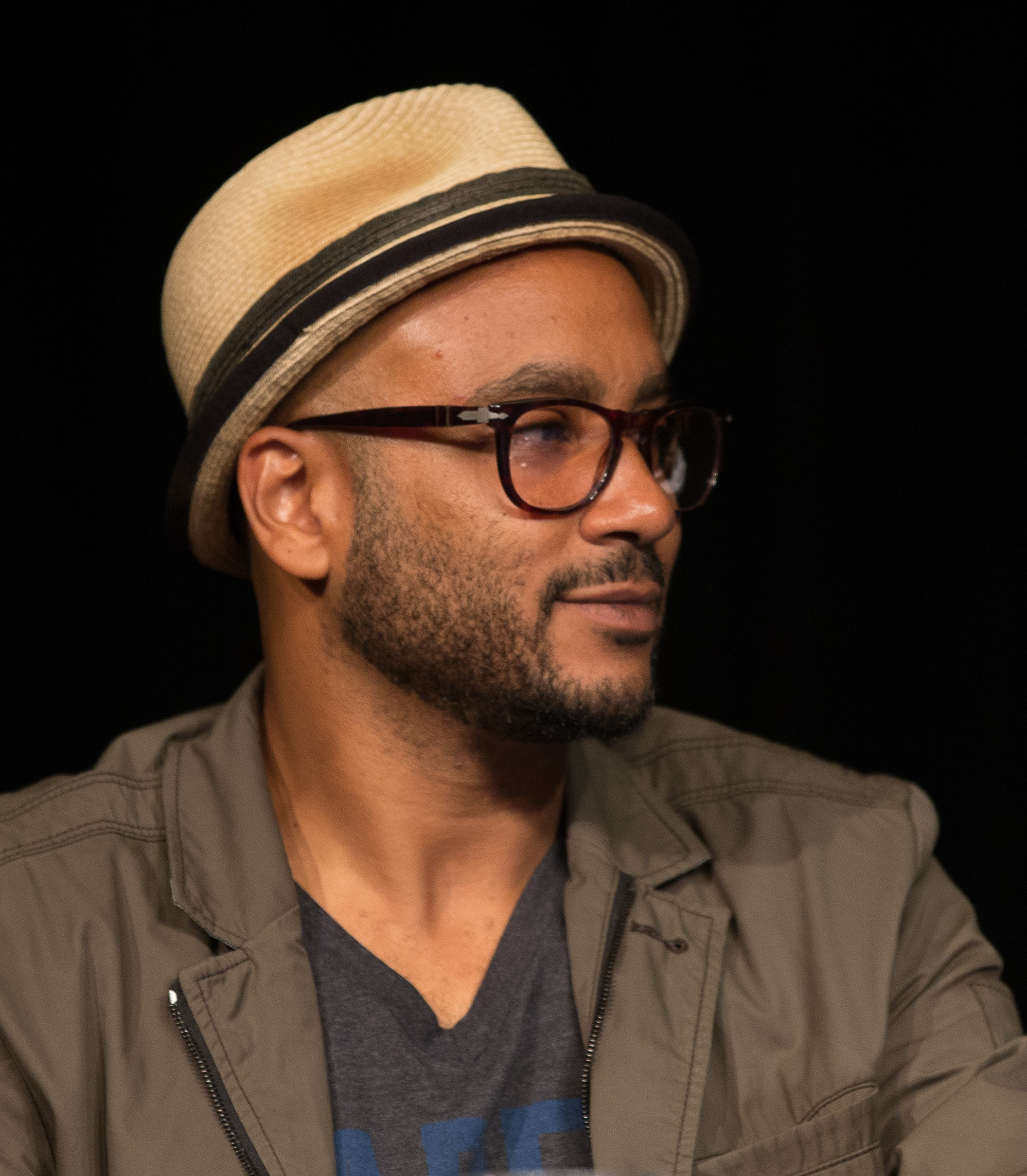
Cirroc Lofton, interprete di Sevar
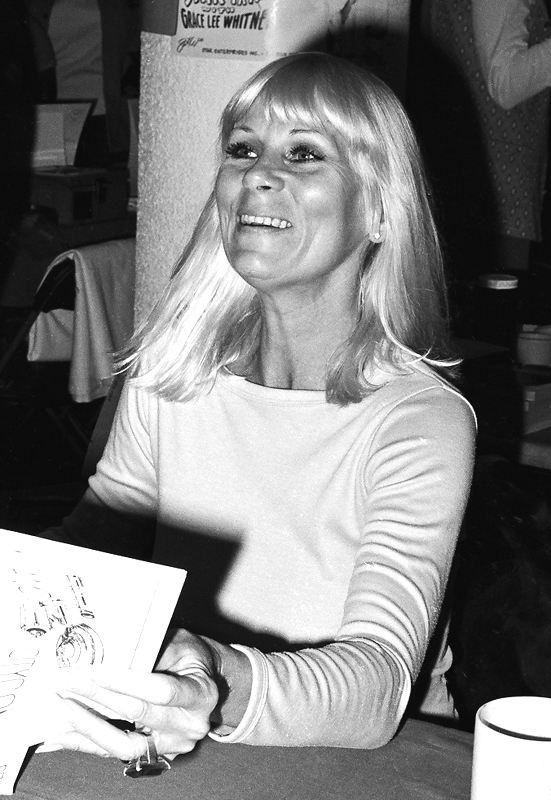
Grace Lee Whitney, interprete di Janice Rand

## Produzione

### Riprese
La miniserie è stata diretta da Tim Russ, meglio conosciuto per avere interpretato il ruolo del vulcaniano Tuvok in Star Trek: Voyager, in precedenza anche regista di un episodio di tale serie.
Le riprese principali hanno avuto inizio il 12 luglio 2006 ed hanno avuto termine nell'ottobre del 2006. Non è ufficialmente appoggiata dai detentori dei diritti di Star Trek, ma è comunque citata nel sito ufficiale.
La serie fu girata nei set di Star Trek: New Voyages a Port Henry (New York). Le scene sono state anche girate nei dintorni dell'area di Los Angeles (California), tra cui Vasquez Rocks, un sito famoso per Star Trek. Le scene dell'accademia di scienze vulcaniana sono state filmate nella San Fernando Valley.

### Cast
Nella serie sono presenti Nichelle Nichols nella parte di Uhura, Walter Koenig in quella di Pavel Chekov e Grace Lee Whitney nella parte di Janice Rand dalla serie originale. Alan Ruck riprende il ruolo del capitano John Harriman di Generazioni e Tim Russ riprende quello di Tuvok. Altri attori abituali di Star Trek appaiono in altri ruoli, tra cui Garrett Wang e Ethan Phillips (che rispettivamente interpretavano Harry Kim e Neelix da Voyager), J. G. Hertzler, Cirroc Lofton, Chase Masterson (che hanno rispettivamente recitato come Martok, Jake Sisko e Leeta da DS9), e Gary Graham (Ambasciatore Soval da Enterprise). La serie è stata scritta dallo scrittore della serie DS9 Jack Trevino e Ethan H. Calk. Douglas Knapp è il direttore delle riprese e ha lavorato precedentemente in Voyager.
Il coautore Jack Trevino ha spiegato come tanti attori della serie fossero disposti a partecipare: "Gli attori Trek hanno una speciale relazione con I loro fan... consideravano il progetto, non solo come l'ultimo ringraziamento a Gene Roddenberry e alle protagonisti Trek, ma come un ringraziamento ai [fans] che hanno sostenuto la serie nei passati 40 anni." Il produttore esecutivo Douglas Conway aveva tentato di riunire per il cast della serie originale, ma quando George Takei (Hikaru Sulu) non fu disponibile, questo lo ha portato all'idea di inserire il personaggio di Ruck come capitano.
Sono presenti anche due attori della serie amatoriale Star Trek: New Voyages, James Cawley e Jeff Quinn (Kirk e Spock).

## Distribuzione
La stampa ha pubblicato in luglio e ottobre 2006 anticipazioni per una distribuzione natalizia del 2006. Il 6 gennaio 2007, è stato annunciato che STOGaM sarebbe stato ritardato fino ad aprile. Questo per permettere alle tre parti della miniserie di essere distribuite molto ravvicinatamente, con la seconda parte in maggio e la terza in giugno.
Il 15 aprile 2007, la data di distribuzione pianificata per STOGaM Part 1 sarebbe stata ritardata ulteriormente (come annunciato sul sito ufficiale). Il 31 ottobre 2007 fu annunciato nel sito ufficiale che la prima parte sarebbe uscita per il 22 dicembre 2007.
A causa dei numerosi ritardi, alcuni fan di Star Trek si sono riferiti al progetto come Star Trek Forever, come per il Duke Nukem Forever del vaporware.
In una intervista del maggio 2007 sul Houston Chronicle del blogger J. Kevin Tumlinson, il regista Tim Russ ha dichiarato che i produttori stavano tentando di distribuire il progetto attraverso la CBS titolare dei diritti di Star Trek e che, se così fosse stato, avrebbero commercializzato la produzione sia per il download su Internet sia in DVD. I produttori hanno inoltre chiarito sul forum ufficiale che mentre i "piani di distribuire STOGaM in download gratuito restano invariati", è necessario un accordo con la CBS per una qualsiasi versione da vendere in formato DVD.
La prima parte è stata distribuita online il 22 dicembre 2007. Il sito web è stato costretto a una chiusura temporanea a causa del gran numero di utenti che tentavano di vedere la serie online.